# Transport Management Software
Transport Management Software umfasst Software-Komponenten zur Verwaltung, Berechnung, Abrechnung, Kontrolle und Durchführung von Transportdienstleistungen.
Transportmanagement umfasst die Steuerung, Kontrolle und Optimierung sämtlicher Transportprozesse entlang der Lieferkette. Ziel ist es, für jeden Transport den optimalen Logistikdienstleister in Bezug auf Preis und Leistung auszuwählen und so eine möglichst hohe Liefertreue zu erreichen. Hierbei sind sowohl Inboundprozesse (Beschaffung) als auch Outboundprozesse (Distribution) betroffen. Vorteile bieten Softwarelösungen, die auch weitere Unternehmensbereiche wie die Buchhaltung unterstützen und beispielsweise Gutschriftverfahren ermöglichen. 
Auch Logistikdienstleister und Speditionen setzen häufig eine Software ein, um ihre Aufträge elektronisch zu verwalten. Mit einer Transportmanagementsoftware können hier Touren und Routen geplant werden und Daten wie ein Status (Tracking und Tracing) ausgetauscht und den Kunden zur Verfügung gestellt werden. 
Unter anderem werden einige oder alle dieser Funktionen von Transport Management Software realisiert:
- Auftragserfassung und -verwaltung
- Ressourcenverwaltung
- Flottenmanagement
- Touren-/ Routenplanung
- Telematik
- Sendungsverfolgung und Track and Trace von Ressourcen
- Frachtkostenberechnung
- Frachtkostenabrechnung
- Finanzbuchhaltung
- Berichtswesen (engl. Reporting)
- Dienstleisterauswahl.

Da die angebotenen Softwaresysteme aus unterschiedlichen Anforderungen heraus entstanden sind, unterscheiden sie sich deutlich in der Abdeckung dieser Funktionen. Außerdem kann sich der Leistungsumfang anderer Systeme mit dem von Transport Management Software überschneiden. 